# Saint-Oyens
Saint-Oyens ist eine politische Gemeinde im Distrikt Morges des Kantons Waadt in der Schweiz.

## Geographie
Saint-Oyens liegt auf 731 m ü. M., 15 km westlich der Bezirkshauptstadt Morges (Luftlinie). Das Dorf erstreckt sich an einem leicht nach Osten geneigten Hang auf dem Plateau südlich des Baches Saubrette am Jurafuss.
Die Fläche des 3,0 km² grossen Gemeindegebiets umfasst einen Abschnitt des Plateaus am Jurafuss. Der Gemeindeboden erstreckt sich vom Plateau bei Saint-Oyens westwärts über das Quellgebiet des Dorfbachs Ruisseau des Rotières bis in das Tal von Prévondavaux. Dieses Tal ist ein Relikt aus der letzten Eiszeit, es diente damals während einer gewissen Zeitperiode als Schmelzwasserrinne am Rand des eiszeitlichen Rhonegletschers. Der höchste Punkt von Saint-Oyens wird mit 865 m ü. M. im Wald von Le Saugey am südlichen Talhang des Prévondavaux erreicht. Von der Gemeindefläche entfielen 1997 4 % auf Siedlungen, 39 % auf Wald und Gehölze und 57 % auf Landwirtschaft.
Zu Saint-Oyens gehören einige Einzelhöfe. Nachbargemeinden von Saint-Oyens sind Gimel, Essertines-sur-Rolle, Burtigny und Longirod.

## Bevölkerung
Mit 451 Einwohnern (Stand 31. Dezember 2023) gehört Saint-Oyens zu den kleinen Gemeinden des Kantons Waadt. Von den Bewohnern sind 90,3 % französischsprachig, 3,8 % deutschsprachig und 3,4 % englischsprachig (Stand 2000). Die Bevölkerungszahl von Saint-Oyens belief sich 1900 auf 141 Einwohner. Nachdem die Bevölkerung bis 1970 leicht auf 114 Einwohner abgenommen hatte, wurde seither wieder eine deutliche Bevölkerungszunahme mit einer Verdoppelung der Einwohnerzahl innerhalb von 30 Jahren verzeichnet.

## Wirtschaft
Saint-Oyens war bis in die zweite Hälfte des 20. Jahrhunderts ein vorwiegend durch die Landwirtschaft geprägtes Dorf. Noch heute spielt die Landwirtschaft als Erwerbszweig der Bevölkerung eine wichtige Rolle, wobei Viehzucht und Milchwirtschaft gegenüber dem Ackerbau dominieren. Weitere Arbeitsplätze sind im lokalen Kleingewerbe und im Dienstleistungssektor vorhanden. In den letzten Jahrzehnten hat sich das Dorf zu einer Wohngemeinde entwickelt. Viele Erwerbstätige sind deshalb Wegpendler, die in den grösseren Orten entlang des Genfersees ihrer Arbeit nachgehen.

## Verkehr
Die Gemeinde liegt abseits der grösseren Durchgangsstrassen, die Hauptzufahrt erfolgt von Rolle. Durch den Postautokurs, der von Rolle nach Gimel verkehrt, ist Saint-Oyens an das Netz des öffentlichen Verkehrs angebunden.

## Geschichte
Die erste urkundliche Erwähnung des Ortes erfolgte 1221 unter dem Namen Sancto Eugendo de Rotteres. Der Ortsname geht auf den heiligen Oyend (lateinisch Eugendus), Abt von Saint-Oyend-de-Joux, dem heutigen Saint-Claude im französischen Jura, zurück. Die Mönche von Saint-Oyend-de-Joux gründeten im Mittelalter in Saint-Oyens eine Kapelle. Der Ort hiess zunächst Saint-Oyens-de-Rottières zur Unterscheidung von der gleichnamigen Abtei in Frankreich. Er war Sitz einer Vasallenfamilie der Herren von Mont-le-Vieux (Essertines-sur-Rolle).
Mit der Eroberung der Waadt durch Bern im Jahr 1536 kam Saint-Oyens unter die Verwaltung der Vogtei Morges. Nach dem Zusammenbruch des Ancien Régime gehörte das Dorf von 1798 bis 1803 während der Helvetik zum Kanton Léman, der anschliessend mit der Inkraftsetzung der Mediationsverfassung im Kanton Waadt aufging. 1798 wurde es dem Bezirk Aubonne zugeteilt. Einer Feuersbrunst fielen 1857 zahlreiche Häuser zum Opfer.

## Sehenswürdigkeiten
Die bereits im 13. Jahrhundert erwähnte Kirche von Saint-Oyens wurde 1877–78 neu erbaut. Einige Bauernhäuser aus dem 18. und 19. Jahrhundert sind erhalten.